# Qikiqtarjuaraarjuk Island
Qikiqtarjuaraarjuk Island är en ö i Kanada.   Den ligger i territoriet Nunavut, i den nordöstra delen av landet, 2 800 km norr om huvudstaden Ottawa. Arean är 26,8 kvadratkilometer.
Terrängen på Qikiqtarjuaraarjuk Island är platt. Öns högsta punkt är 101 meter över havet. Den sträcker sig 8,1 kilometer i nord-sydlig riktning, och 6,9 kilometer i öst-västlig riktning.
Trakten runt Qikiqtarjuaraarjuk Island består i huvudsak av gräsmarker. Trakten runt Qikiqtarjuaraarjuk Island är nära nog obefolkad, med mindre än två invånare per kvadratkilometer.